# Home Plate (Marte)
Home Plate é um platô  medindo aproximadamente 90 m de extensão nas Colinas Columbia em Marte. Esse nome informal vem da similaridade de sua forma com um home plate de um campo de baseball. Home Plate é um afloramento rochoso que aparenta apresentar formações em camadas.
Esse platô tem sido extensivamente estudado pela Spirit, um dos veículos exploradores de Marte, desde 2006. O veículo atualmente se encontra encalhado na região nordeste do platô, e tem sido redesignado como um posto avançado estacionário.

## Exploração
A Spirit chegou a Home Plate no sol 744 (7 de fevereiro de 2006) e completou uma investigação científica com seu braço robótico antes de se mover para um abrigo na parte inferior no tergo devido a preocupações com a energia. Ela retornou no sol 1126 para retomar estes estudos.
A Spirit passou seu terceiro inverno marciano na borda norte de Home Plate.

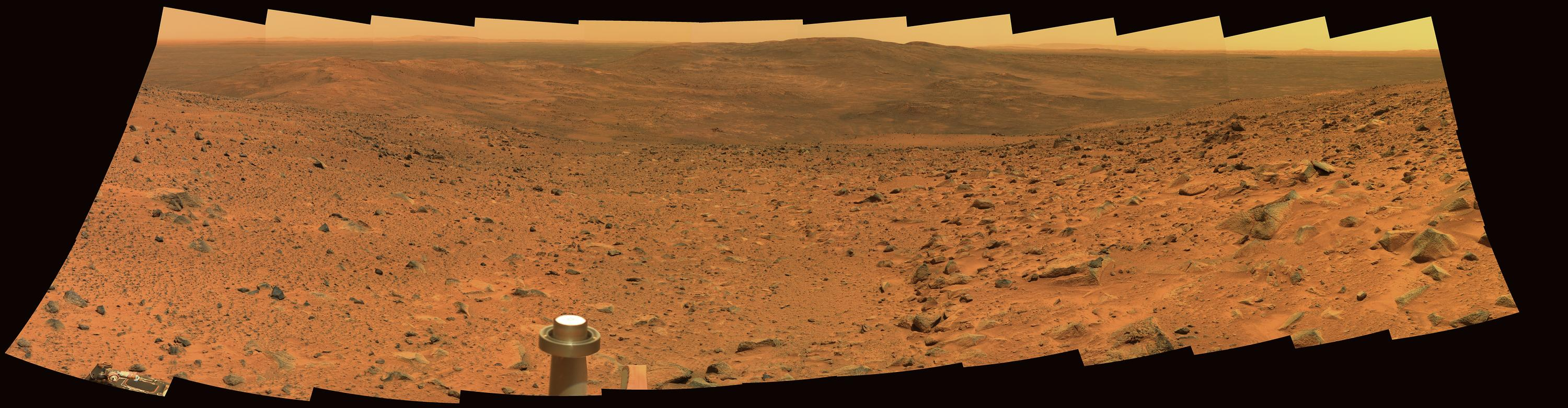
Home Plate (superior central), vista do cume da Colina Husband.

## Origens
Cientistas agora acreditam que Home Plate seja um explosivo depósito vulcânico. A região é cercada por depósitos de basalto, os quais acredita-se terem explodido em contato com a água. A presença de salmoura é evidênciada ainda mais pela alta concentração de íons de cloreto nas rochas circundntes. A presença de bomb sags (lâminas típicamente encontrados em leitos de cinzas vulcânicas) parece confirmar essa hipótese.
Uma seção de dióxido de silício opalino com uma pureza de 90% foi desenterrada pela  Spirit na vizinhança de Home Plate. Acredita-se que esta seção se formou em condições hidrotermais acídicas, o que apóia a teoria de que Home Plate possui uma origem vulcânica explosiva. A água também está presente como hidratos minerais.
Desde 2008, cientistas acreditam que essa formação seja um exemplo de uma antiga fumarola, erodida e extinta.

## Ligações externas

Curiousa formação rochosa em uma porção justaposta. (Imagem GIF animada para percepção estereoscópica).